# Pseudoptygonotus adentatus
Pseudoptygonotus adentatus är en insektsart som beskrevs av Zheng, Z. och Y. Yao 2006. Pseudoptygonotus adentatus ingår i släktet Pseudoptygonotus och familjen gräshoppor. Inga underarter finns listade i Catalogue of Life.